# Hebriden-Terran
Das zum Nordatlantik-Kraton gehörende Hebriden-Terran im Nordwesten Schottlands bildet eines der Terrane der Kaledoniden. Der Moine Thrust Belt trennt es vom benachbarten Northern-Highland-Terran.

## Etymologie
Die Bezeichnung Hebriden-Terran (Englisch Hebridean Terrane) leitet sich von den Inselgruppen der Äußeren und Inneren Hebriden ab, welche einen Großteil der Oberfläche des Terrans stellen. Das Wort Terran ging aus lateinisch terra (Erde) hervor. Das Wort Hebriden geht auf Plinius den Älteren zurück, der die Inselgruppe damals als Hebudes angesprochen hatte, Claudius Ptolemäus nannte sie dann später Ebudes.

## Allgemeines

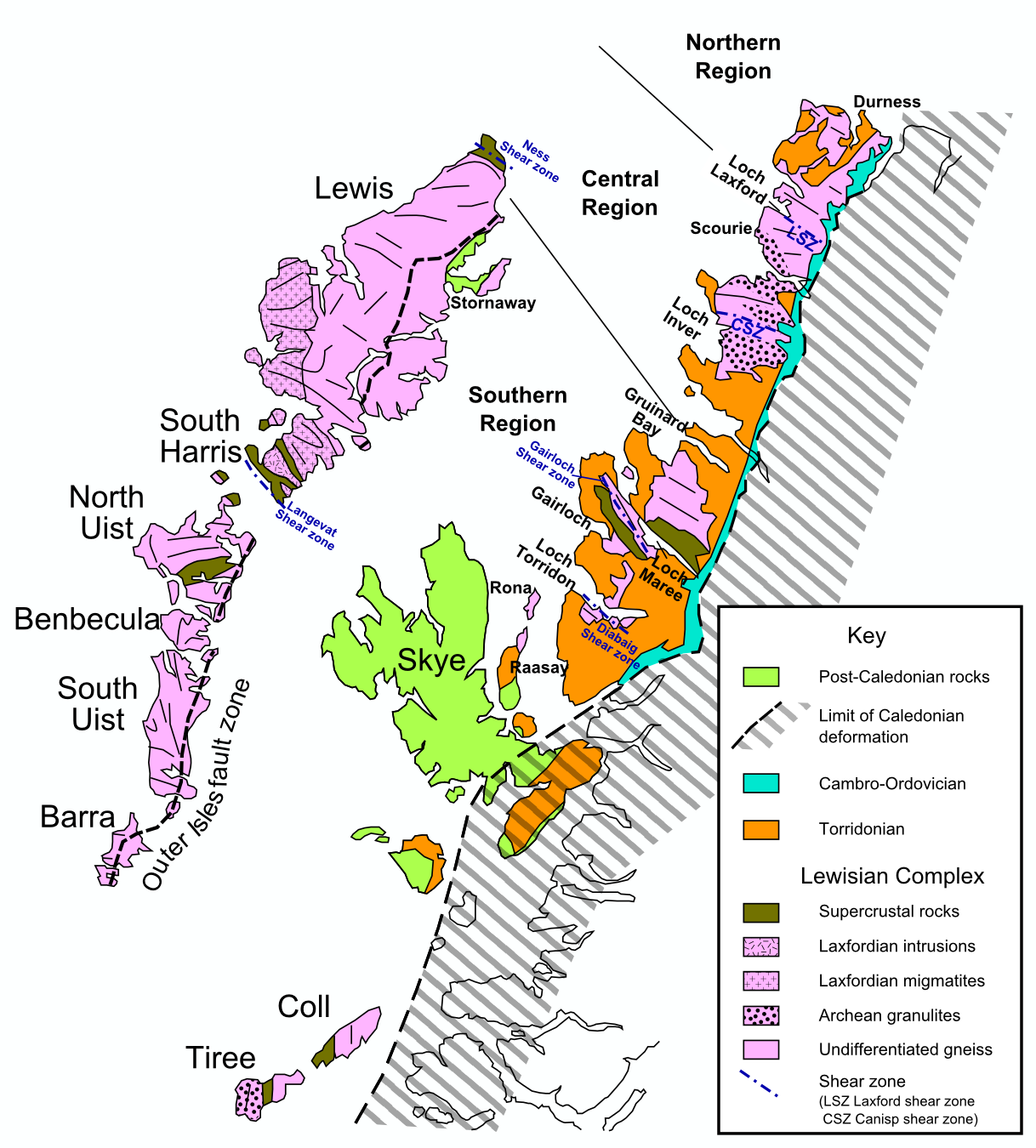
Geologische Karte des Hebriden-Terrans

Das Grundgebirge des Hebriden-Terrans wird von Gneisen des Lewisians (Archaikum und Paläoproterozoikum) aufgebaut. Über das Grundgebirge legen sich diskordant die neoproterozoischen Sedimente der Torridonian Supergroup, die ihrerseits von der Ardvreck Group und der Durness Group – sedimentären Abfolgen des Kambriums und Ordoviziums – diskordant überlagert werden. Während der kaledonischen Kontinentalkollision war das Terran ein Teil des Vorlandes von Laurentia.

## Räumliche Ausdehnung
Das Hebriden-Terran erstreckt sich über den nordwestlichen Küstenstreifen Schottlands, über fast alle Inseln der Inneren Hebriden und über die gesamten Äußeren Hebriden. Sehr ähnliche Gesteine finden sich auch westlich von Shetland und auf dem Kontinentalschelf westlich und nördlich der Äußeren Hebriden, wie Flachbohrungen des British Geological Survey und Erdölbohrungen bestätigen konnten. Die volle Ausdehnung des Hebriden-Terrans nach Westen wird durch mesozoisches Rifting verschleiert.

## Lithologie

### Lewisian

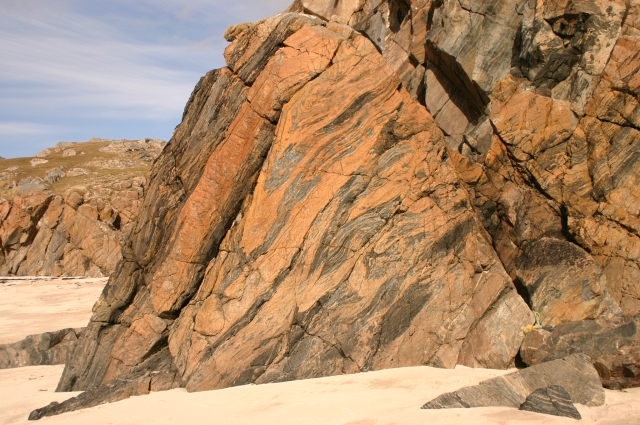
Verwitterte Gneise des Lewisians, 5 Kilometer nordwestlich von Lochinver

Das Lewisian setzt sich überwiegend aus hochgradig metamorphen Gneisen mit granitischem Chemismus zusammen, welche eine Reihe von Deformations- und Metamorphosephasen durchliefen, unterbrochen durch das Eindringen einer bedeutenden Gangschar. Untergeordnet finden sich auch mafische und ultramafische Gneise sowie seltene Metasedimente.

#### Scourian
Ausgangsgesteine des Scourians waren hauptsächlich Intrusiva granitischer Zusammensetzung (Tonalite, Trondhjemite und Granodiorite, Ausgangsgesteine der späteren TTG-Gneise), die im Zeitraum 3000 bis 2700 Millionen Jahre BP aufgedrungen waren. Gegen Ende des Archaikums wurden sie im Verlauf des Badcallians vor 2760 Millionen Jahren verformt und granulitfaziell metamorphosiert. Mit Beginn des Proterozoikums  vor 2500 Millionen Jahren erlebten die Gesteine des Scourians örtlich erneut eine Deformationsphase und eine Retromorphose zur Amphibolit-Fazies. Dieses als Inverian bekannte Ereignis überschnitt sich zeitlich mit dem Eindringen der Gangschar der Scourie dykes.

#### Scourie dykes
Die Scourie dykes sind eine Gangschar doleritischer Zusammensetzung. Sie sind nach den tektono-metamorphen Phasen des Badcallians und Inverians in die Gneise eingedrungen. Sie wurden aus diesem Grund benutzt, um die späteren Deformationen des Laxfordians von den beiden Frühphasen unterscheiden zu können. Viele Gänge waren in das noch heiße Krustengestein intrudiert.

#### Laxfordian
Während des Laxfordians entstanden Scherzonen, in die Scourie dykes als Amphibolitpakete konkordant eingeregelt wurden. Diese Verformungsphase war von einer Retromorphose zu amphibolitfaziellen und örtlich sogar zu grünschieferfaziellen Bedingungen begleitet. Das Laxfordian wird dem Zeitraum 1900 bis 1750 Millionen Jahre zugeordnet.

### Torridonian Supergroup

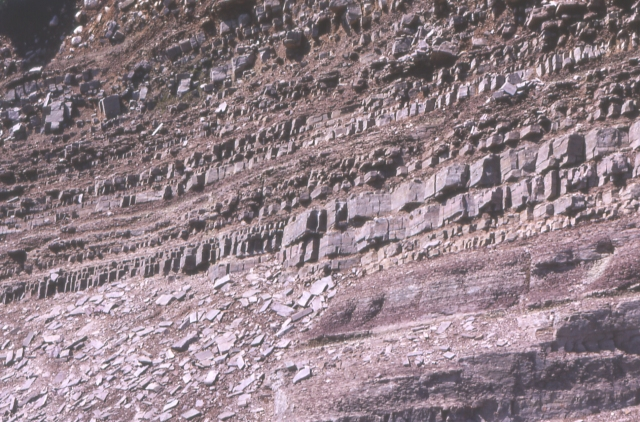
Gut gebankter Sandstein der Torridonian Supergroup

Die Torridonian Supergroup ist eine sedimentäre Abfolge des Neoproterozoikums. Sie besteht hauptsächlich aus Sandsteinen, die auf eine erodierte Landoberfläche mit bis zu 300 Meter Denivellation diskordant zu liegen kommen. Die Supergroup wird weiter in die Stoer Group sowie in die jüngere Sleat Group und Torridon Group unterteilt. Die Torridon Group überlagert diskordant die Stoer Group und sehr wahrscheinlich auch die Sleat Group. Die Stellung der Sleat Group im Vergleich zur Stoer Group ist jedoch nicht zu erkennen. Paläomagnetische Messungen bestätigen, dass die Winkeldiskordanz zwischen der Torridon Group und der Stoer Group eine bedeutende Schichtlücke darstellt. Es wird angenommen, dass die Sedimente der Torridonian Supergroup während einer Riftphase abgelagert wurden.

#### Stoer Group
Die Stoer Group ist auf der Stoer-Halbinsel bei Assynt in Sutherland anstehend. Sie setzt gewöhnlich mit einer Basalbrekzie ein, deren große Klasten aus dem unterlagernden Lewisian stammen. Die Brekzie geht zum Hangenden in oft von Schrumpfungsrissen durchzogene, tonige Sandsteine über. Es folgen Ablagerungen eines Zopfstromsystems – Sandsteine mit Trog-Schrägschichtung und Konglomerate. Anschließend stellten sich lakustrine Bedingungen ein, erkennbar an einer geringmächtigen Abfolge von Silt- und feinkörnigen Sandsteinen, die mit tonreichen Sandsteinen wechsellagern. Der oberste Abschnitt der Stoer Group besteht erneut aus Zopfstromsedimenten, vorwiegend Sandsteinen mit Trog-Schrägschichtung.

#### Sleat Group
Die Sleat Group ist auf Skye auf der Halbinsel Sleat aufgeschlossen. Sie unterlagert anscheinend konform die Torridon Group, in Wirklichkeit entspricht der Kontakt aber einer bedeutenden Schichtlücke. Der Kontakt zur Stoer Group ist nirgendwo ersichtlich. Es wird angenommen, dass die Sleat Group nach der Stour Group sedimentiert wurde, möglicherweise auch zeitlich versetzt in einem eigenen Seitenbecken. Sie ist in die zum kaledonischen Überschiebungsgürtel gehörende Kishorn-Decke eingelagert, was eine Korrelation mit anderen Vorkommen der Torridonian Supergroup erschwert. Ihr stratigraphischer Aufbau wird im Wesentlichen von groben, feldspathaltigen, fluviatilen Sandsteinen (Arkosen) beherrscht. Untergeordnet treten auch graue Schiefertone auf, die in Seen sedimentiert wurden.

#### Torridon Group
Die Torridon Group wurde in ein unregelmäßiges Oberflächenrelief mit einer Denivellation von bis zu 600 Meter geschüttet. Sie greift auf die zuvor abgelagerten Sedimente der Stoer Group herunter und liegt stellenweise direkt auf dem Lewisian. Im untersten Abschnitt der Torridon Group befindet sich eine Basalbrekzie, die im Hangenden in Sandsteine und seltenere Schiefertone übergeht. Diese Sedimente werden als Schwemmfächer gedeutet, die in ephemäre Seen progradierten. Der obere Teil der Torridon Group besteht aus einer Sandsteinabfolge, die zum Hangenden generell feinkörniger wird und in einem Bajada-Environment zur Ablagerung kam.

### Sedimente des Kambro-Ordoviziums
Die Sedimente des Kambro-Ordoviziums bilden nur einen dünnen Streifen, der sich zwischen die Torridonian Supergroup im Westen und die Moine Thrust im Osten legt. Sie folgen diskordant über dem Lewisian oder über der Torridonian Supergroup. Ihre Abfolge lässt sich in die Ardvreck Group des Kambriums und in die Durness Group des ausgehenden Kambriums und des unteren Ordoviziums unterteilen.

#### Ardvreck Group

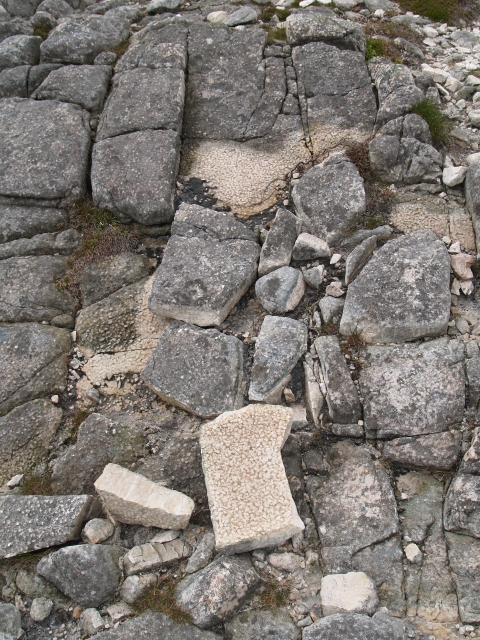
Bankoberfläche des Pipe-Rock-Members

Die etwa 250 Meter mächtige Ardvreck Group wird aus zwei Formationen aufgebaut, der Eriboll-Formation an der Basis, gefolgt von der überlagernden An-t-Sròn-Formation. Die Eriboll-Formation besteht aus zwei Member, dem Basal Quartzite Member, einem Basiskonglomerat, und darüber dem Pipe Rock Member, ein stark durchwühltes Sediment aus Quarzareniten mit den charakteristischen Skolithos- bzw. Monocraterion-Spurenfossilien. Die An-t-Sròn-Formation setzt sich aus dolomitischen Siltsteinen des Fucoid Members und dem auflagernden Salterella Grit Member, einer schräggeschichteten Sandsteineinheit, zusammen.

#### Durness Group

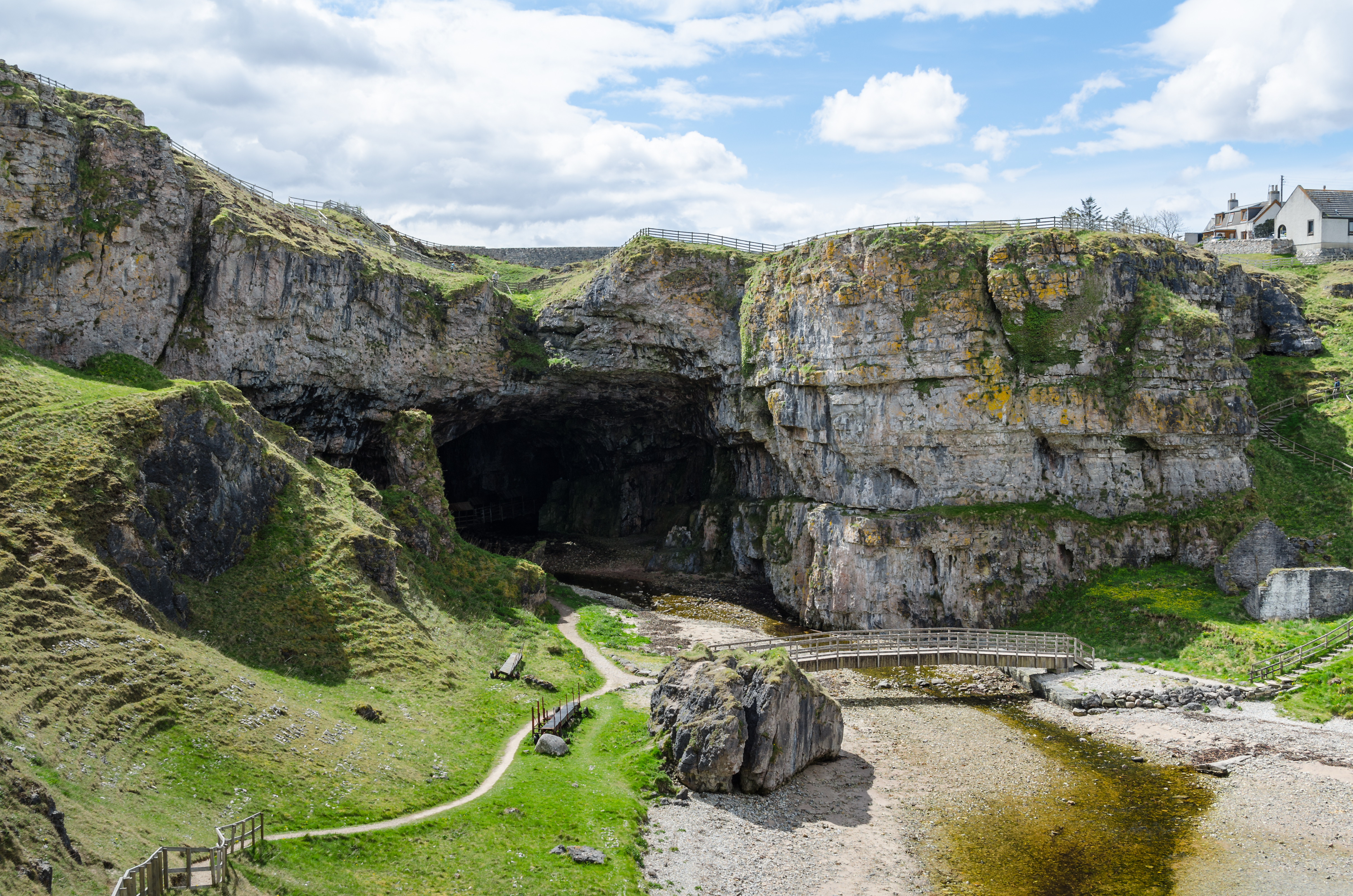
Die Dolomite der Durness Group bilden den Eingang zur Smoo Cave in Durness

Die Durness Group folgt konkordant auf die Ardvreck Group. Sie enthält mehrere hundert Meter an Stromatolithen-führenden Dolomiten, untergeordnet auch Kalke und Chertknollen. Später erfolgte Bewegungen an Verwerfungen gestalten korrekte Mächtigkeitsangaben als schwierig, die Durness Group dürfte aber insgesamt über 1000 Meter mächtig sein. Die Durness Group wird in sieben Formationen unterteilt.

## Räumliche Organisation
Verbesserte geochronologische Arbeiten in den 1980er und 1990er Jahren haben gezeigt, dass das Hebriden-Terran nicht einheitlicher Natur ist, sondern in ein Amalgam mehrerer Krustenblöcke bzw. Kleinterrane zerfällt, welche sich im Verlauf der Erdgeschichte durch ihre spezifische, tektono-metamorphe Entwicklung auszeichnen. Nach Beendigung des Laxfordians kamen diese Kleinterrane während des Proterozoikums in ihrer heutigen Konfiguration im Hebriden-Terran zur Ruhe. Das Protolith-Alter des Lewisians ist nicht uniform, wie Whitehouse (1989) und Kinny und Friend (1997) eindeutig demonstrieren konnten. Demnach lassen sich auf dem schottischen Festland folgende Kleinterrane differenzieren (von Nord nach Süd):
- Rhiconich-Terran – nördlicher Krustenblock oder vormals Norddistrikt
- Assynt-Terran – zentraler Krustenblock oder Zentraldistrikt
- Gruinard-Terran – zentraler Krustenblock oder Zentraldistrikt
- Gairloch-Terran – südlicher Krustenblock oder Süddistrikt
- Ialltaig-Terran – eingeschobener, exotischer Krustenspan
- Rona-Terran – südlicher Krustenblock oder Süddistrikt

Kinny u. a. unterscheiden auf den Äußeren Hebriden folgende Terrane (von Nord nach Süd):
- Nis-Terran
- Tarbert-Terran
- Roineabhal-Terran
- Uist-Block
- Barra-Block

Hinzu kommen Coll und Tiree, die ein eigenes Terran stellen.
Dieses Terrankonzept wird jetzt allgemein akzeptiert, es gibt aber nach wie vor Differenzen in den genauen Ausmaßen und im Akkretierungsmodus der einzelnen Blöcke.

## Erdgeschichtliche Entwicklung
Das erdgeschichtlich früheste Ereignis im Hebriden-Terran ist die Intrusion von Graniten (Vorläufer der TTG-Gneise) im Zeitraum von 3000 bis 2700 Millionen Jahren BP. Diese Intrusiva wurden während des Badcallians (um 2760 Millionen Jahre BP) tektonisiert und zu hochgradigen Granuliten metamorphosiert. Die anschließenden Deformationen des Inverians und Laxfordians schufen im Zeitintervall von 2400 bis 1700 Millionen Jahren BP die jetzige Anordnung der einzelnen Blöcke bzw. Unterterrane. Um 1200 Millionen Jahre BP kam das Hebriden-Terran unter das Regime der Dehnungstektonik (Rifting). In die entstehenden Riftbecken wurde sodann die grobklastische Torridonian Supergroup geschüttet. Es folgten Verstellungen der Erdoberfläche, die eine Schichtlücke von rund 200 Millionen Jahren nach sich zogen. Die Sedimentation setzte dann erneut mit der Torridon Group ein. Nach einer weiteren, sehr ausgedehnten Schichtlücke erfolgte die Kambrische Transgression mit der Ablagerung flachmariner Sandsteine und Karbonatgesteine. Die Sedimentation überdauerte bis ins Ordovizium (Dapingium). Im Silur wurde das Hebriden-Terran im Zuge der kaledonischen Gebirgsbildung (Kontinentkollision) von der Skandischen Orogenese erfasst, wobei das Northern-Highland-Terran auf das laurentische Vorland geschoben wurde.